# 伊尼亞帕里
10°56′51.64″S 69°34′35.04″W / 10.9476778°S 69.5764000°W

伊尼亞帕里（西班牙語：Iñapari），是秘魯的首府，位於該國東南部馬德雷德迪奧斯大區，是塔瓦馬努省的首府，處於該國與玻利維亞和秘魯接壤邊境，人口約1,500。